# Galileu (DVD)
Galileu é o sexto DVD do cantor Fernandinho, lançado pela Onimusic em 2016. Foi gravado no Rio Arena, no Rio de Janeiro, em 2016.
O repertório do disco conteve as faixas do álbum Galileu (2015), além de canções de outros discos, além das participações de DJ PV e Tonzão. A direção de vídeo é de Anselmo Troncoso.

## Faixas
1. "Luz do Mundo"
2. "Hosana"
3. "Santa Euforia Feat Tonzão"
4. "Adestra"
5. "Superabundou a Graça/Foi na Cruz/Nada Além do Sangue"
6. "Cristo, Cordeiro de Deus"
7. "Pra Sempre"
8. "Seu Nome é Jesus/Porque Ele Vive"
9. "Dono do Mundo"
10. "Há Poder"
11. "Fogo Santo Ft. DJ PV"
12. "Não Mais Escravos"
13. "Batiza-me/Acende o Fogo"
14. "Eu Jamais Serei o Mesmo"
15. "Galileu"